# Noémie Happart
Noémie Happart (Lieja, 1 de junio de 1993) es una modelo y reina de belleza belga. Ganadora de Miss Bélgica en 2013, fue su representante en los certámenes de Miss Universo 2013 y Miss Mundo 2013, donde quedó dentro del Top 20.

## Miss Bélgica
Noemie Happart, entonces estudiante de la Universidad de Lieja, se presentó al concurso de Miss Bélgica con el título de Miss Lieja. Como ganadora fue coronada como Miss Bélgica 2013 por Laura Beyne (Miss Bélgica 2012) en la gran final en el Casino de Knokke la noche del domingo 6 de enero de 2013. Con posterioridad, en calidad de Miss Bélgica, representó a su país ese mismo año en los certámenes de Miss Universo y Miss Mundo.

## Vida personal
Como novia, y más tarde esposa, del futbolista profesional Yannick Carrasco, Happart ganó más atención mediática como "WAG". Carrasco celebró su gol en la final de la Liga de Campeones de la UEFA de 2016 corriendo hacia la multitud para besarla, lo que provocó la atención de la prensa sensacionalista internacional. La pareja se casó en junio de 2017, y Happart acompañó a su marido a China cuando este fue transferido al Dalian Yifang en 2018.